# Phim chuyển thể
Phim chuyển thể hay đôi khi Phiên bản điện ảnh hóa (tiếng Anh: Film adaptation, tiếng Trung: 电影版) là việc chuyển thể toàn bộ hoặc một phần của một tác phẩm nghệ thuật hay một câu chuyện sang hình thức phim điện ảnh.

## Lịch sử
Mặc dù thường được xem là một dạng tác phẩm phái sinh nhưng đến hậu kì hiện đại phim chuyển thể dần được các học giả như Robert Stam người Mỹ khái niệm hóa thành một phương pháp đàm thoại. Hình thức chuyển thể phổ biến là việc sử dụng nội dung trong tiểu thuyết làm nền tảng cốt truyện cho một bộ phim.
Nhà soạn nhạc của bộ phim, anh Leon Coward người Úc có phát biểu rằng: "Bạn có thể cố gắng trông thật như chất liệu của Vonnegut nhất có thể, nhưng ở thời điểm cuối ngày có lẽ bạn sẽ đang làm việc với nguyên liệu mà bạn như một đội nhóm đã sản sinh ra, tất nhiên không phải của Vonnegut, và đó là thứ mà bạn phải tạo ra công việc."

## Liên kết
- Eisenstein, Sergei. "Dickens, Griffith, and the Film Today." Film Form Dennis Dobson, trans. 1951.
- Literature/Film Quarterly, journal published by Salisbury University
- Journal of Adaptation in Film and Performance, published by Intellect
- Adaptation, journal published by Oxford University Press
- Movie Adaptation Database, UC Berkeley Media Resources Center
- The history of Erich von Stroheim's Greed, from welcometosilentmovies.com
- The Art of Adaptation from hollywoodlitsales.com
- Hutcheon, Linda, with Siobhan O’Flynn. A Theory of Adaptation. 2nd ed. London: Routledge, 2013.
- Leitch, Thomas (ed.) Oxford Handbook of Adaptation Studies. Oxford: OUP, 2017.
- Murray, Simone. The Adaptation Industry: The Cultural Economy of Contemporary Adaptation. New York: Routledge, 2012.
- Sanders, Julie. Adaptation and Appropriation. London: Routledge, 2006.